# Bănel Nicoliță
Bănel Nicoliță est un footballeur roumain  né le 7 janvier 1985 à Făurei, dans le  județ de Brăila. Il évolue au poste de milieu de terrain.

## Biographie

### Ses débuts
D'origine très modeste, Bănel Nicoliță a été élevé avec ses six frères et sœurs par sa mère, femme de ménage dans le petit bourg agricole de Făurei (Province de Brăila), au sud-est de la Roumanie. Il débute balle au pied à l'âge de 7 ans dans le club de sa commune, l'Unirea Făurei, puis rejoint très tôt le CF Brăila, club de la capitale régionale, où il évolue jusqu'en 2001 au sein des différentes équipes de jeunes.
En 2001, Bănel Nicoliță fait ses débuts professionnels avec son club formateur à l'âge de seize ans et demi, en deuxième division roumaine. Il y effectue trois saisons pleines et marque 23 buts, ce qui lui vaut le surnom de "Jardel" de la part son entraineur Ionel Yuga. Au début de la saison 2004-2005, il intègre à 19 ans la première division roumaine en s'engageant au Politehnica Timișoara, mais dès janvier 2005, il rejoint le Steaua Bucarest, avec lequel il signe un contrat de 5 ans.

### Steaua Bucarest (2005-2011)
Quelques mois après son arrivée, il remporte le 22e titre de champion de Roumanie avec le club de la capitale. Au printemps 2006, il s'illustre en marquant deux buts lors de la rencontre contre le Betis Séville, permettant au Steaua de se qualifier pour les quarts de finale de la coupe UEFA. Il marque à nouveau en quarts de finale, cette fois contre le Rapid Bucarest, ouvrant la porte des demi-finales à son équipe. Ces performances et une combativité à toute épreuve lui procurent le soutien d'un large public, au-delà des supporters du Steaua Bucarest.
Le 16 août 2008, lors de la rencontre de championnat contre le FC Argeş Piteşti, il ouvre le score dès la 4e minute d'une spectaculaire reprise de volée dans la lucarne (victoire 2-0), qui lui vaut le surnom de "Bănelinho" de la part du média sportif roumain Gazeta Sporturilor. Le 27 août suivant, il marque le but du match retour contre le Galatasaray SK (victoire 1-0), qualifiant le Steaua Bucarest en phase de groupe de ligue des champions pour la troisième année consécutive.
Au début de la saison 2010-2011, Bănel Nicoliță devient capitaine du Steaua Bucarest, mais quelques semaines plus tard, à l'arrivée du nouvel entraineur Ilie Dumitrescu, il cède son brassard à Cristian Tănase.

### AS Saint-Étienne (2011-2013)
Lors de l'intersaison 2011, il cherche à se relancer hors de Roumanie. Des contacts avec le Standard de Liège, Samsunspor et l'AS Nancy-Lorraine n'aboutissent pas et le 31 août 2011, il signe à l'AS Saint-Étienne pour une durée de trois ans.
Le 6 novembre 2011, il inscrit son premier but en Ligue 1 à l'occasion de la rencontre AS Saint-Étienne - Montpellier HSC, comptant pour la 13e journée de championnat. Lors des trois mois qui vont suivre, il est un des artisans essentiels du renouveau offensif de l'équipe de Christophe Galtier, marquant deux autres buts et effectuant 4 passes décisives.
La fin de sa première saison à l'AS Saint-Etienne et le début de saison suivante vont être gâchés par plusieurs blessures, et il ne jouera que trois rencontres entre avril 2011 et la trêve hivernale de 2012. Il est opérationnel pendant la deuxième partie de saison 2012-2013, mais dans un contexte de modification du schéma tactique de l'équipe, il ne participe qu'à un match de championnat, contre Évian Thonon Gaillard le 7 avril 2013.
Deux ans après son départ du Steaua Bucarest, Bănel Nicoliță est toujours une star en Europe orientale. Le 8 août 2013, il est ovationné à Chișinău par le public moldave lors de son entrée en jeu en remplacement de Romain Hamouma à la 59e minute du match d'Europa ligue face au Milsami Orhei, et sera de nouveau acclamé lorsqu'à la 69e minute il marquera le 3e but de l'AS Saint-Étienne contre l'équipe moldave.
Le 1er septembre 2013, lors du match contre les Girondins de Bordeaux, il sort sous une ovation marquante du public stéphanois, ce dernier rendant hommage a la combativité du joueur roumain.

### FC Nantes (2013)
Dans les dernières heures du mercato estival, un accord est conclu entre l'ASSE et le FC Nantes pour un prêt d'une saison.

### En sélection
Le 12 novembre 2005, Bănel Nicoliță connait à 20 ans sa première sélection en équipe nationale de Roumanie à l'occasion du match contre la Côte d'Ivoire (défaite 2-1). Il marque son seul but en sélection lors de cette rencontre.
Le sélectionneur de l'équipe de Roumanie, Victor Pițurcă, le retient parmi l'effectif de vingt-trois joueurs appelé à participer à l'Euro 2008. La Roumanie ne participe pas à la phase finale à la suite de son élimination le 17 juin en phase de groupe par les Pays-Bas (défaite 2-0).
Le 11 août 2011, il devient capitaine de la sélection Roumaine lors du match amical contre Saint-Marin.

## Statistiques de carrière
| Saison                | Club                  | Championnat           | Championnat | Championnat | Coupe nationale | Coupe nationale | Coupe de la Ligue | Coupe de la Ligue | Compétition(s) continentale(s) | Compétition(s) continentale(s) | Compétition(s) continentale(s) | Sélection | Sélection | Sélection | Total | Total |
| Saison                | Club                  | Division              | M.          | B.          | M.              | B.              | M.                | B.                | Comp.                          | M.                             | B.                             | Équipe    | M.        | B.        | M.    | B.    |
| 2001-2002             | CF Brăila             | Divizia B             | 27          | 4           | -               | -               | -                 | -                 | -                              | -                              | -                              | -         | -         | -         | 27    | 4     |
| 2002-2003             | CF Brăila             | Divizia B             | 28          | 9           | -               | -               | -                 | -                 | -                              | -                              | -                              | -         | -         | -         | 28    | 9     |
| 2003-2004             | CF Brăila             | Divizia B             | 20          | 10          | -               | -               | -                 | -                 | -                              | -                              | -                              | -         | -         | -         | 20    | 10    |
| Sous-total            | Sous-total            | Sous-total            | 75          | 23          | -               | -               | -                 | -                 | -                              | -                              | -                              | -         | -         | -         | 75    | 23    |
| 2004-2005             | Politehnica Timișoara | Divizia A             | 15          | 3           | 1               | 0               | -                 | -                 | -                              | -                              | -                              | -         | -         | -         | 16    | 3     |
| Sous-total            | Sous-total            | Sous-total            | 15          | 3           | 1               | 0               | -                 | -                 | -                              | -                              | -                              | -         | -         | -         | 16    | 3     |
| 2004-2005             | Steaua Bucarest       | Divizia A             | 14          | 2           | 1               | 0               | -                 | -                 | C3                             | 1                              | 0                              | -         | -         | -         | 16    | 2     |
| 2005-2006             | Steaua Bucarest       | Divizia A             | 29          | 7           | -               | -               | -                 | -                 | C1+C3                          | 4+13                           | 1+3                            | Roumanie  | 5         | 1         | 51    | 12    |
| 2006-2007             | Steaua Bucarest       | Liga 1                | 32          | 2           | 4               | 1               | -                 | -                 | C1+C3                          | 10+2                           | 0+0                            | Roumanie  | 7         | 0         | 55    | 3     |
| 2007-2008             | Steaua Bucarest       | Liga 1                | 27          | 3           | -               | -               | -                 | -                 | C1                             | 8                              | 1                              | Roumanie  | 10        | 0         | 45    | 4     |
| 2008-2009             | Steaua Bucarest       | Liga 1                | 26          | 3           | -               | -               | -                 | -                 | C1                             | 7                              | 2                              | Roumanie  | 4         | 0         | 37    | 5     |
| 2009-2010             | Steaua Bucarest       | Liga 1                | 28          | 2           | 1               | 0               | -                 | -                 | C3                             | 11                             | 3                              | Roumanie  | 2         | 0         | 42    | 5     |
| 2010-2011             | Steaua Bucarest       | Liga 1                | 27          | 4           | 2               | 1               | -                 | -                 | C3                             | 6                              | 0                              | Roumanie  | 1         | 0         | 36    | 5     |
| 2011-2012             | Steaua Bucarest       | Liga 1                | 5           | 0           | -               | -               | -                 | -                 | C3                             | 1                              | 0                              | Roumanie  | 1         | 0         | 7     | 0     |
| Sous-total            | Sous-total            | Sous-total            | 188         | 23          | 8               | 2               | -                 | -                 | -                              | 63                             | 10                             | -         | 30        | 1         | 289   | 36    |
| 2011-2012             | AS Saint-Étienne      | Ligue 1               | 19          | 3           | 1               | 0               | -                 | -                 | -                              | -                              | -                              | Roumanie  | 2         | 0         | 22    | 3     |
| 2012-2013             | AS Saint-Étienne      | Ligue 1               | 3           | 0           | -               | -               | -                 | -                 | -                              | -                              | -                              | -         | -         | -         | 3     | 0     |
| 2013-2014             | AS Saint-Étienne      | Ligue 1               | 3           | 0           | -               | -               | -                 | -                 | C3                             | 2                              | 1                              | Roumanie  | 1         | 0         | 6     | 1     |
| Sous-total            | Sous-total            | Sous-total            | 25          | 3           | 1               | 0               | -                 | -                 | -                              | 2                              | 1                              | -         | 3         | 0         | 31    | 4     |
| 2013-2014             | FC Nantes             | Ligue 1               | -           | -           | -               | -               | -                 | -                 | -                              | -                              | -                              | Roumanie  | -         | -         | 0     | 0     |
| Total sur la carrière | Total sur la carrière | Total sur la carrière | 303         | 52          | 10              | 2               | -                 | -                 | -                              | 65                             | 11                             | -         | 33        | 1         | 411   | 66    |

## Sélections
- 13 sélections et 1 but avec l'équipe de Roumanie espoirs entre 2004 et 2006
- 32 sélections et 1 but avec la Roumanie depuis 2005

## Palmarès
- Champion de Roumanie en 2005 et 2006 avec le Steaua Bucarest
- Vainqueur de la Coupe de Roumanie en 2011 avec le Steaua Bucarest
- Vainqueur de la Supercoupe de Roumanie en 2006 avec le Steaua Bucarest

## Distinctions personnelles
Le 5 mars 2008, Bănel Nicoliță a été décoré de la médaille du mérite sportif ("Ordinul Meritul Sportiv") de deuxième classe par le président roumain, Traian Băsescu.

## Anecdotes
Il est le seul joueur issu de la communauté rom à jouer pour la Roumanie à l'Euro 2008.
Il est aussi le premier rom à évoluer en championnat de France et par ailleurs le premier buteur rom de l'histoire du football français[réf. nécessaire].
Depuis 2011, il a une chanson a son effigie. En effet, Julien Cazarre a parodié la chanson Felicità pour lui rendre hommage.